# The Athletic Family
The Athletic Family è un cortometraggio muto del 1914 diretto da Edmond F. Stratton. Prodotto dalla Vitagraph Company of America e distribuito dalla General Film Company, aveva come interpreti William Shea, Kate Price e le gemelle Edna e Alice Nash.

## Trama
La famiglia delle gemelle Helen e Dot Punchim vive tutta sull'atletica. Figlie di Jake, un ex campione dei pesi massimi, devono allenarsi tutte e due nella piccola palestra annessa alla casa. Ma Dot odia lo sport, in special modo il pugilato, con la sorella che la prende sempre a pugni. Un giorno, passeggiando nel parco, incontra Gussie Wendell, un giovane delicato che odia pure lui la boxe. I due simpatizzano e si danno un appuntamento per le due. Intanto papà Punchim, durante la sua uscita da casa, suscita l'ammirazione dei passanti quando solleva la ruota di un carro e poi, tutto solo, mette su un furgone un pianoforte e altre piccole inezie. Helen, invece, conosce Billy Banghim, un istruttore di pugilato che, avendola vista combattere, si innamora immediatamente di lei e le dà un appuntamento per le due. Le due gemelle si presentano entrambe al loro appuntamento, ma incontrano il corteggiatore sbagliato. L'equivoco porta al malinteso e alle parole grosse: Helen si libera del suo debole spasimante buttandolo nel lago mentre Billy finisce più o meno allo stesso modo quando Dot chiama in aiuto papà contro l'uomo che la sta inseguendo. Gussie e Billy, i due sfortunati innamorati, giurano vendetta e, quando trovano papà Jake che dorme tutto tranquillo su una panchina, lo prendono e buttano pure lui in acqua. L'arrivo delle gemelle chiarisce finalmente tutto e, ricomposte le coppie nel modo giusto, una risata risolve la situazione e rasserena gli animi.

## Produzione
Il film fu prodotto dalla Vitagraph Company of America.

## Distribuzione
Distribuito dalla General Film Company, il film - un cortometraggio in una bobina - uscì nelle sale cinematografiche statunitensi il 9 dicembre 1914.